# Vári Zsófia
Vári Zsófia (1986. szeptember 8. –) magyar festőművész.

## Élete
A budapesti Toldy Ferenc Gimnázium érettségije után felsőfokú tanulmányait az ELTE olasz szakán kezdte, majd sikeres felvételi után festőművész diplomáját Milánóban a Brera Szépművészeti Akadémián szerezte meg 2011-ben.
Első önálló kiállítása 2011-ben a Pergolesiről elnevezett Areapergolesiben volt, majd Magyarországon 2012-ben a Ráday utcában.
2013-14-ben Olaszországban több projektbe is felkérték és bemutatták, majd 5 hónapot Párizsban töltött tanulmányúton.

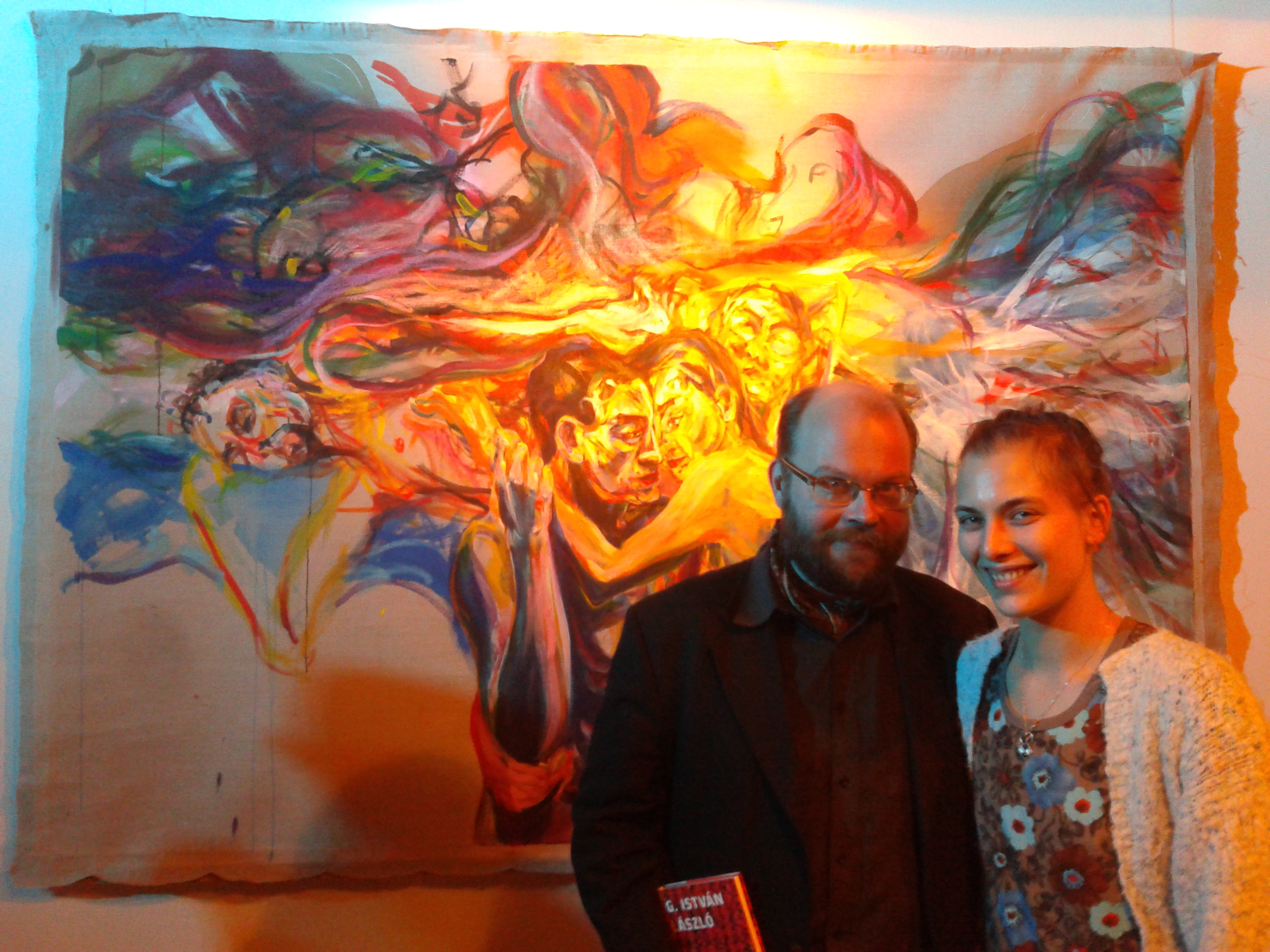
Vári Zsófia festőművész festménye előtt Géher István László kötetbemutatóján -- Szervác Attila felvétele

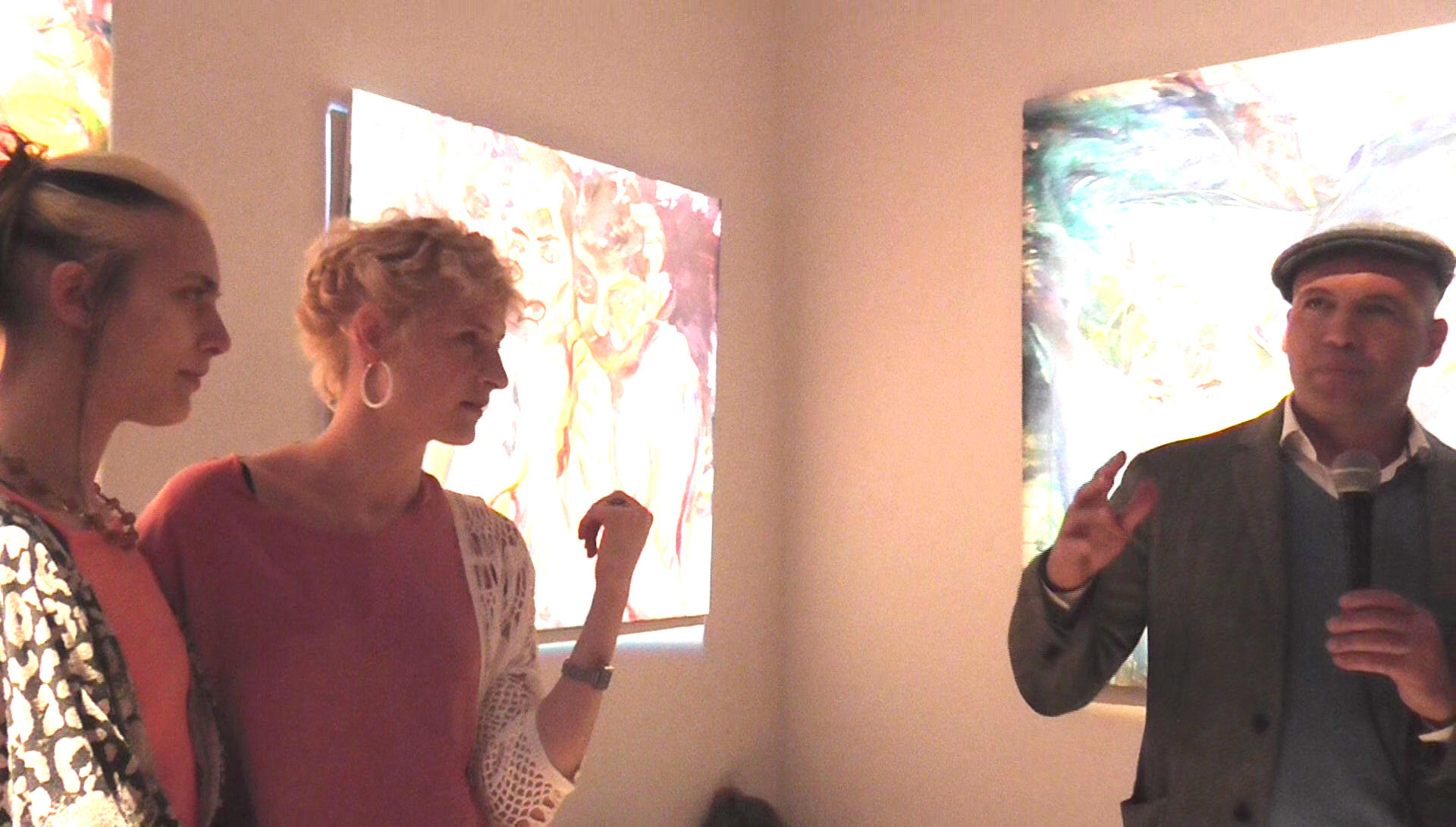
Vári Zsófia festőművész, Bartóki-Göncy Nóra fotográfus és Billy Zane színész Vári Zsófia kiállításmegnyitóján 2016. május 19-én

Rendszeresen felkérik és részt vesz összművészeti projektekben, ezek közül kiemelkedik többek között Géher István László költővel való együttműködése, akinek köteteit illusztrálja, illetve festményeket készít. Ezekből és más művekből 2015-től Magyarországon ismét számos kiállítása volt többek között a Brody Studiosban és más helyeken.

## Munkái
Festményeket és grafikákat készít. Egyedien ötvözi a rajz- és festőtechnikákat és sokszor nagyon erőteljes színekkel dolgozik ehhez társul témaválasztásában is megjelenő szemléletmódja, azonosítható stílusa.
Több kiemelkedő festménye is kapcsolódik díjakhoz, elismerésekhez, ilyen például a Quartett, mely a 2011-es Vogliamovivere Színházi Fesztiválon bemutatott Quartett című darab díszlete volt: festmény-animáció/festmény genezis, amihez kapcsolódott önálló kiállítása http://www.vogliamovivere.org/portfolios/quartett/%5B%5D , vagy a Sivatag című műve.